# Bucculatrix illecebrosa
Bucculatrix illecebrosa är en fjärilsart som beskrevs av Braun 1963. Bucculatrix illecebrosa ingår i släktet Bucculatrix och familjen kronmalar. Inga underarter finns listade i Catalogue of Life.